# Elección para gobernador de Kentucky de 1907
La elección para gobernador de Kentucky de 1907 se llevó a cabo el 5 de noviembre de ese año. El candidato republicano Augustus E. Willson derrotó al candidato demócrata Samuel Wilbur Hager con el 51,17% de los votos.

## Resultados
| Partido                         | Partido                         | Candidato           | Votos   | %     |
| ------------------------------- | ------------------------------- | ------------------- | ------- | ----- |
|                                 | Republicano                     | Augustus E. Willson | 214,478 | 51.17 |
|                                 | Demócrata                       | Samuel Wilbur Hager | 196,428 | 46.87 |
|                                 | Prohibición                     | L. L. Pickett       | 6,352   | 1.52  |
|                                 | Socialista                      | Claude Andrews      | 1,499   | 0.36  |
|                                 | Socialista Laborista de América | James H. Arnold     | 381     | 0.09  |
|                                 |                                 |                     |         |       |
| Total                           | Total                           | Total               | 419,138 | 100   |
|                                 |                                 |                     |         |       |
| Fuente: Guide to U.S. Elections |                                 |                     |         |       |